# Verbena perennis
Verbena perennis är en verbenaväxtart som beskrevs av Elmer Ottis Wooton. Verbena perennis ingår i släktet verbenor, och familjen verbenaväxter. Inga underarter finns listade i Catalogue of Life.